# Ferroni FDM-2170
El FDM-2170 fue el único chasis fabricado por Ferroni apto para ser usado en el servicio de larga distancia. Como la mayoría de sus productos, tuvo una muy baja penetración de mercado y no se conocen cuantas unidades se fabricaron hasta el cierre del establecimiento en julio de 1995. Estaban basados en las normas estadounidenses para la construcción, e incluso los motores Deutz tenían ligeras mejoras a diferencias de los demás.

## Motor
- Motor: Deutz BF6L913C
- Ciclo: diésel cuatro tiempos.
- Cilindros: 6
- Cilindrada (cm³): 6128
- Diámetro x carrera (mm): 102 x 125
- Relación de compresión: 15,5:1
- Potencia (HP): 210 a 2500 RPM
- Par motor (N.m): 620 a 1650 RPM
- Orden de encendido: 1-2-4-5-3-6.
- Sistema de lubricación: circulación de aceite
- Sistema de refrigeración: aire
- Sistema de alimentación: turbocompresor y postenfriador
- Sistema de combustible: inyección directa
- Combustible: Gas oil

## Transmisión
- Tracción: 4x2 Trasera
- Caja de cambios: Eaton-Clark FS - 4005 FS - 5005
- Embrague: EATON/Valeo 14-1
- Velocidades: 5
- Relaciones: 1.ª 7.52; 2.ª 4.35; 3.ª 2.54; 4.ª 1.52; 5.ª 1.00.

Peso Vacío (kg.):

## Dimensiones
- Largo (mm): 11900
- Ancho (mm): 2450
- Altura al suelo (mm): 450
- Distancia entre Ejes (mm): 7000
- Trocha Delantera (mm): 1996
- Trocha Trasera (mm): 1855

## Frenos
- Frenos (Delanteros / Traseros): acción directa, de aire comprimido, con circuito independiente para eje delantero, trasero, estacionamiento
- Freno de estacionamiento: actuación sobre las ruedas traseras.
- Tanques de aire: 4 de 86 dm³. Separados para cada circuito.
- Dirección: ZF asistida

## Suspensión
- Suspensión Delantera: Neumática de dos pulmones y 2 amortiguadores.
- Suspensión Trasera: Neumática de cuatro pulmones y 4 amortiguadores.
- Eje delantero: direccional de sección "I"
- Eje trasero: Eaton

## Otros
- Capacidad Combustible (litros): 350
- Llantas: discos de 9.00 x 20
- Neumáticos: 11.00 x 20
- Generador Eléctrico: 24V. Batería: 2 x 12V. Motor de arranque: 12V/3kW. Alternador: 14V/55A.